# Oberführer

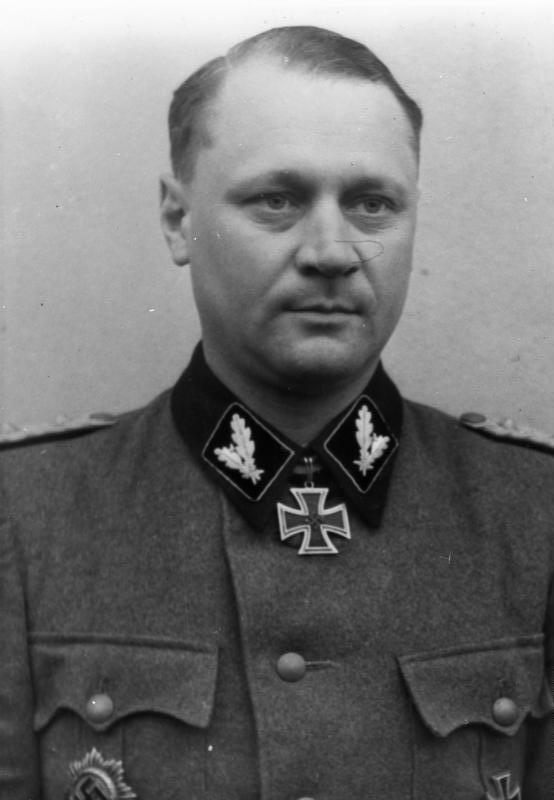
Joachim Rumohr, als een SS-Oberführer van de Waffen-SS

Oberführer was een vroege paramilitaire rang van de nazi's die zijn oorsprong vindt in 1921. Oorspronkelijk was een Oberführer een leider van een groep paramilitaire eenheden in een bepaalde regio. Van 1921 tot 1925 werd het woord Oberführer een titel in de Sturmabteilung, en vanaf 1926 een echte rang bij de SA.
Oberführer was ook een rang in de SS. In 1925 werd hij in het leven geroepen en hij werd bedoeld als leider van een SS-Gau. In 1930, toen de SS opnieuw ingedeeld werd in SS-Gruppen en Brigaden, werd de Oberführer direct ondergeschikt aan de Brigadeführer. 
In 1938 begon de status van de SS-Oberführer weer te veranderen met de SS-Verfügungstruppe, de latere Waffen-SS. Omdat Brigadeführer het equivalent was van een Generaal-Majoor, en Standartenführer van een Oberst, had de Oberführer geen militair equivalent meer. Hierdoor raakte de rang in deze vorm van SS een beetje in verval. In de Allgemeine-SS bleef Oberführer gewoon een rang. De Oberführer droeg de epauletten van een Oberst in de Wehrmacht als rangonderscheidingsteken.

## Opmerkelijke personen met dezelfde rang
Een van de beruchtste houders van de rang van Oberführer was Julian Scherner, vereeuwigd in de film Schindler's List als de koude en berekende SS- und Polizeiführer van Krakau.
Emil Maurice, de grondlegger van de SS in 1925, had de rang van Oberführer. Reinhard Heydrich kreeg de rang al op 21 maart 1933.
Een andere houder van deze rang was Ferdinand Porsche.

Insignes van de rang SS-Oberführer van de Waffen-SS
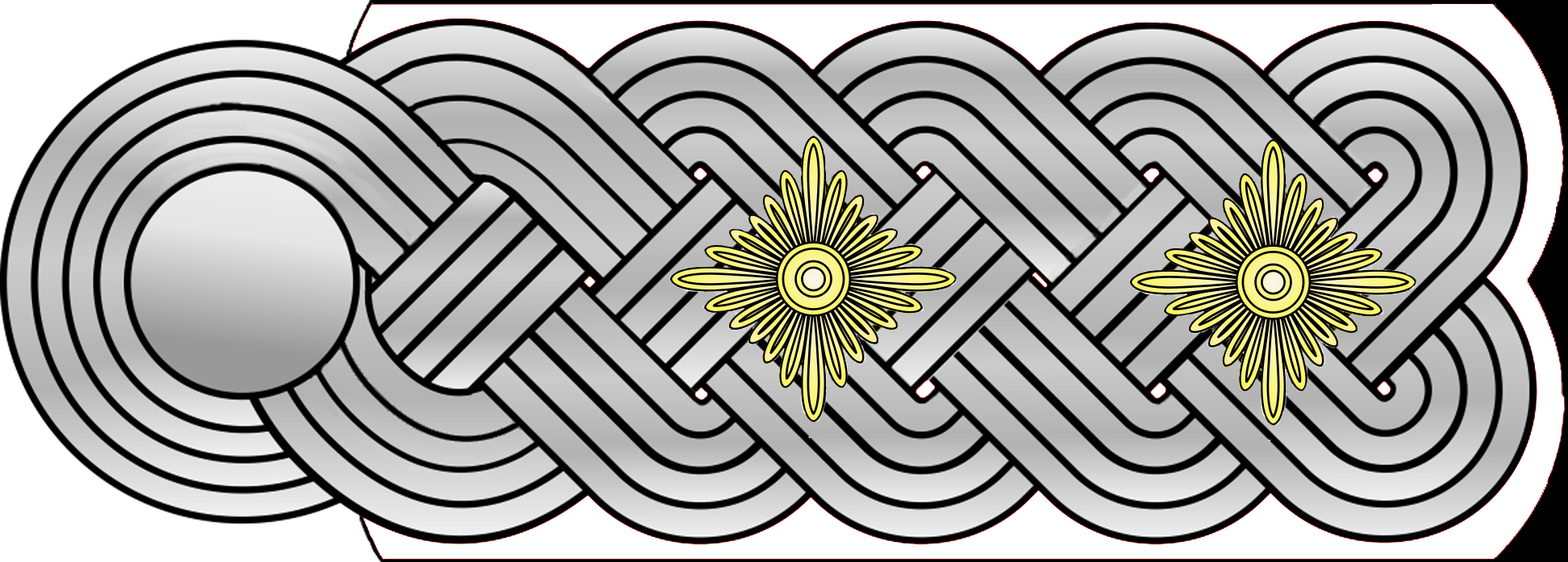
Epaulet (Infanterie)
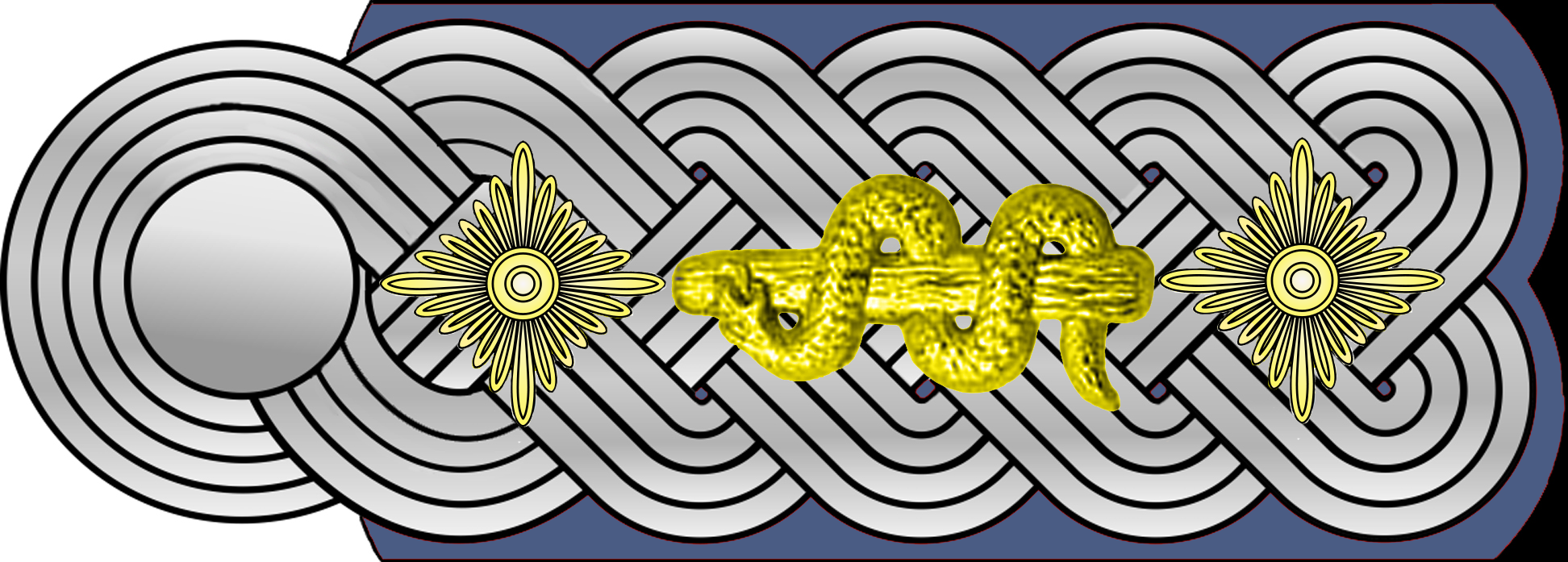
SS-Medisch korps
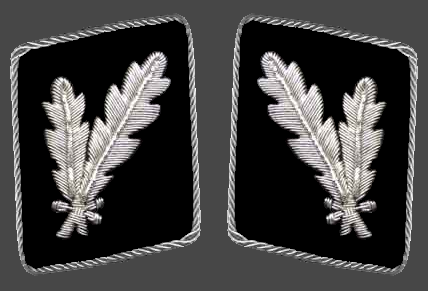
Kraagspiegels
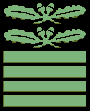
Mouw camouflage parka